# Alvania montereyensis
Alvania montereyensis är en snäckart som beskrevs av Bartsch 1911. Alvania montereyensis ingår i släktet Alvania och familjen Rissoidae. Inga underarter finns listade i Catalogue of Life.